# Años 360
Los años 360 o década del 360 empezó el 1 de enero del 360 y terminó el 31 de diciembre del 369.

## Acontecimientos
- 360: Nacimiento de Hipatía, filósofa
- 363: Muerte de Juliano el apóstata.
- 366: San Dámaso I sucede a Liberio como papa.
- 368: Batalla de Solicinium

## Personas destacadas
- Nacimiento de Hipatía de Alejandría